# 토르스텐 얀젠
토르스텐 얀젠(독일어: Torsten Jansen, 1976년 12월 23일~)은 독일의 핸드볼 선수, 지도자로 포지션은 레프트윙이다. 현역 시절 핸드볼 분데스리가의 HSV 함부르크 선수로 활동했고 독일 핸드볼 국가대표팀의 일원으로 뛰었다. 2004년 독일팀의 일원으로 올림픽에서 은메달을 획득했다. 
현재 HSV 함부르크의 감독으로 활동하고 있다.